# Slalomvärldsmästerskapen i kanotsport 2015
Slalomvärldsmästerskapen i kanotsport 2015 anordnades den 15-20 september i London, Storbritannien. 

## Medaljsummering

### Medaljtabell
| Pl.    | Nation         | Guld | Silver | Brons | Totalt |
| ------ | -------------- | ---- | ------ | ----- | ------ |
| 1      | Tjeckien       | 4    | 2      | 0     | 6      |
| 2      | Australien     | 2    | 0      | 0     | 2      |
| 3      | Tyskland       | 1    | 3      | 1     | 5      |
| 4      | Storbritannien | 1    | 1      | 3     | 5      |
| 5      | Frankrike      | 1    | 1      | 2     | 4      |
| 6      | Slovakien      | 1    | 1      | 0     | 2      |
| 7      | Slovenien      | 0    | 1      | 1     | 2      |
| 8      | Polen          | 0    | 1      | 0     | 1      |
| 9      | Österrike      | 0    | 0      | 1     | 1      |
| 9      | Spanien        | 0    | 0      | 1     | 1      |
| 9      | USA            | 0    | 0      | 1     | 1      |
| Totalt | Totalt         | 10   | 10     | 10    | 30     |

### Herrar
| Gren    | Guld                                                                                             | Poäng  | Silver                                                                                      | Poäng  | Brons                                                                                                  | Poäng  |
| C-1     | David Florence (GBR)                                                                             | 94,32  | Benjamin Savšek (SLO)                                                                       | 94,36  | Ryan Westley (GBR)                                                                                     | 96,33  |
| C-1 lag | Slovakien Michal Martikán Alexander Slafkovský Matej Beňuš                                       | 106,12 | Tyskland Sideris Tasiadis Nico Bettge Franz Anton                                           | 110,21 | Slovenien Benjamin Savšek Luka Božič Jure Lenarčič                                                     | 114,02 |
| C-2     | Tyskland Franz Anton Jan Benzien                                                                 | 101,17 | Frankrike Pierre Picco Hugo Biso                                                            | 102,25 | Frankrike Gauthier Klauss Matthieu Péché                                                               | 103,34 |
| C-2 lag | Frankrike Pierre Picco & Hugo Biso Gauthier Klauss & Matthieu Péché Yves Prigent & Loïc Kervella | 115,78 | Tyskland Franz Anton & Jan Benzien Robert Behling & Thomas Becker Kai Müller & Kevin Müller | 122,34 | Storbritannien David Florence & Richard Hounslow Mark Proctor & Etienne Stott Adam Burgess & Greg Pitt | 123,59 |
| K-1     | Jiří Prskavec (CZE)                                                                              | 88.99  | Mateusz Polaczyk (POL)                                                                      | 89.43  | Michal Smolen (USA)                                                                                    | 92.01  |
| K-1 lag | Tjeckien Jiří Prskavec Vavřinec Hradilek Ondřej Tunka                                            | 104,19 | Slovakien Martin Halčin Andrej Málek Jakub Grigar                                           | 104,38 | Storbritannien Richard Hounslow Joseph Clarke Bradley Forbes-Cryans                                    | 106,38 |

### Damer
| Gren    | Guld                                                            | Poäng  | Silver                                                      | Poäng  | Brons                                                         | Poäng  |
| C-1     | Jessica Fox (AUS)                                               | 113,51 | Kateřina Hošková (CZE)                                      | 118,42 | Núria Vilarrubla (ESP)                                        | 121,55 |
| C-1 lag | Australien Jessica Fox Rosalyn Lawrence Alison Borrows          | 144,04 | Tjeckien Kateřina Hošková Monika Jančová Tereza Fišerová    | 144,92 | Österrike Julia Schmid Viktoria Wolffhardt Nadine Weratschnig | 150,72 |
| K-1     | Kateřina Kudějová (CZE)                                         | 103,62 | Ricarda Funk (GER)                                          | 105,91 | Melanie Pfeifer (GER)                                         | 106,33 |
| K-1 lag | Tjeckien Kateřina Kudějová Veronika Vojtová Štěpánka Hilgertová | 127,33 | Storbritannien Fiona Pennie Kimberley Woods Elizabeth Neave | 128,06 | Frankrike Carole Bouzidi Marie-Zélia Lafont Émilie Fer        | 129,02 |